# Cocteau - Al Brown, le poète et le boxeur
Pour plus de détails, voir Fiche technique et Distribution.
Cocteau – Al Brown, le poète et le boxeur est un documentaire réalisé par François Lévy-Kuentz, sorti en 2019.

## Synopsis
Rien ne pouvait présager la rencontre inopinée entre un poète blanc et un boxeur noir qui défraya la chronique mondaine dans les années 1930, à Paris. Et pourtant c’est bien ce que retrace le documentaire Cocteau-Al Brown, le poète et le boxeur, réalisé par François Lévy-Kuentz, cosigné avec son frère Stéphan et raconté par Gaspard Ulliel, sur le récit de ce duo oublié que forma le cinéaste, prince des Lettres, Jean Cocteau avec le roi du ring, champion du monde des poids coqs, Panama Al Brown. Images d'archives et témoignages reviennent sur cette relation intime entre boxe et poésie durant l’époque des années folles.

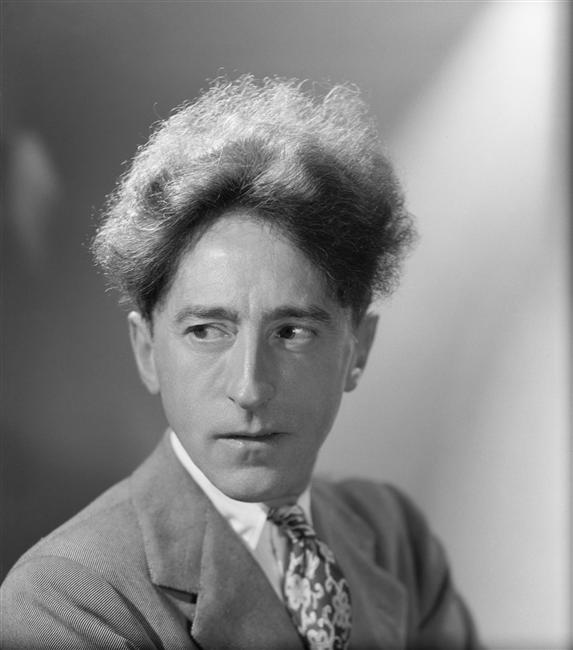
Le poète Jean Cocteau en 1937.

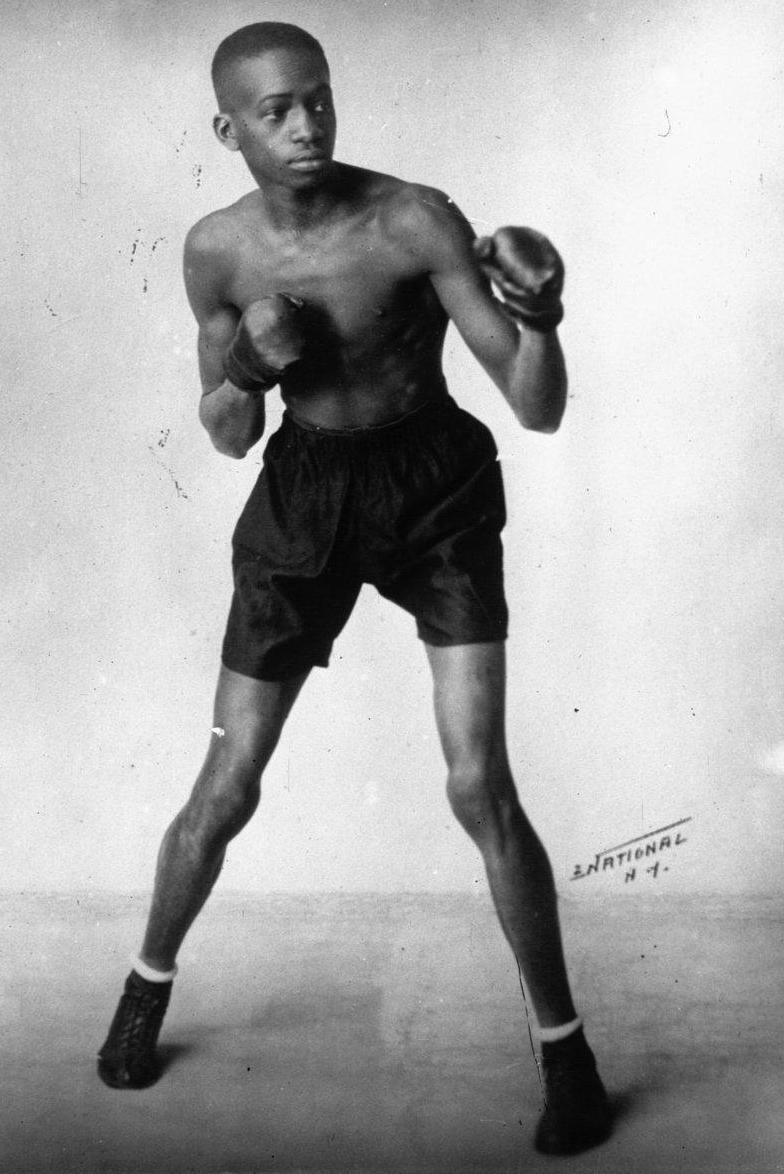
Le boxeur Panama Al Brown en 1926.

Né au Panama en 1902, Al Brown, enfant de la balle et de la rue, orphelin de son père à treize-ans, partit clandestinement à vingt ans, abandonnant sa mère et ses cinq frères et sœurs, à la conquête de l’Amérique. Mais les débuts à New-York furent ceux d’un crève-la-faim. Plongeur dans les bouges de Harlem, il lui fallut déployer tout son arsenal pugilistique pour passer des arrière-salles miteuses aux salles de boxe pour étaler sa renommée naissante qui sera fulgurante.
C'est le 18 juin 1929 que Panama Al Brown, jeune prodige de la boxe, entra dans la légende en remportant le titre de Champion du Monde des poids coqs à Long Island (New York), en dominant l’Espagnol Gregorio Vidal en quinze rounds.
Ses caractéristiques physiques étaient hors norme pour un poids coq et la facilité avec laquelle il mettait KO ses adversaires par son allonge magique et ses crochets du droit foudroyants, tout en dansant, le poussa inexorablement dans la carrière. La boxe était alors en grande partie aux mains de mafias sans scrupules et, dès son arrivée à Paris en 1926, Brown se retrouva confronté à un rythme de combats inouïs qui s’enchaînèrent partout dans le monde.
Réfugié en France pour échapper à la ségrégation raciale des États-Unis, Brown était tombé amoureux de la ville lumière et de ses plaisirs enivrants, ceux du jazz, de l’alcool, de l’opium et des garçons. De cabarets en salles de boxe, le jeune Panaméen plongea peu à peu dans la vie nocturne parisienne. Il n’aimait pas s’entraîner préférant passer ses nuits dans les boîtes de night-clubs à Montmartre et au Cirque Medrano du boulevard de Rochechouart se produisant en smoking blanc ici comme saxophoniste, là comme danseur et chanteur, ailleurs encore comme chef d’orchestre. Il participa à la Revue nègre de Joséphine Baker.
Ce poids coq à la taille de guêpe s’habillait à quatre épingles, changeait de costumes plusieurs fois par jour, buvait le champagne à flots, arrivant parfois moitié ivre à un combat et menait une vie dépensière et désordonnée pour oublier, avec l’opium, le monde de la boxe qui lui donnait la nausée.
C’est ainsi qu’en 1935, il tomba dans un piège et perdit son titre, à Valence, au profit de l’Espagnol Baltasar Sangchili dans des conditions douteuses. Le Panaméen aurait été, à son insu, drogué par son soigneur (son ange noir) avant le match qui provoqua sa défaite, et lui permit de rejoindre l'équipe du vainqueur. Champion déchu, Brown en était réduit à faire des claquettes dans les cabarets parisiens. En 1937, lorsque Cocteau poussa la porte du « Caprice Viennois » un cabaret de Montmartre, il fut séduit par la beauté de Panama et vit en lui son « double en noir ». Poète influent, il le prit sous son aile et décida de lui tendre la main. C’est ainsi que se forma l’une des associations les plus insolites qui soient entre un écrivain souffreteux et un champion de boxe déclassé. La carrière du sportif était en perte de vitesse, il se droguait et buvait, Cocteau s'employa à lui rendre sa flamme et le goût de la vie, pour le sauver et le faire remonter sur le ring, avec des cures de désintoxication à la clinique Sainte-Anne. On sait peu de choses sur leur relation intime. Bien sûr, Cocteau était fasciné par le talent de cette « perle noire », par sa grâce sur le ring, mais il resta à distance et agit comme un coach: « Je m’y connaissais mal en boxe mais je m’y connaissais en génie. Al Brown était pour moi le Nijinski de la boxe ». Son désir était de le ramener à la boxe et Al se laissa convaincre par son mentor. Le pacte était scellé.
Ce 4 mars 1938, le Tout-Paris est présent au Palais des Sports : on croise Jean Gabin, Maurice Chevalier, Picasso et Marcel Cerdan. Au premier rang, Jean Cocteau, assis à côté du jeune Jean Marais, est anxieux. Tout le monde a les yeux braqués sur le poète. Va-t-il réussir son pari impossible ? Permettre à Al Brown de récupérer son sceptre planétaire. La « merveille noire », comme le surnomme la presse française, gagne le combat en quinze rounds aux dépens de Baltazar Sangchili et retrouve son titre de champion du monde, à l’âge de trente-cinq ans.
Cocteau avait gagné son pari, la boucle était bouclée. Il implora son protégé de partir par la grande porte dans une lettre ouverte parue dans l’édition de Paris-Soir du 5 avril 1938 : « Offre ce coup de théâtre extraordinaire : un poète voulut qu’un boxeur redevînt champion du monde. Redevenu champion du monde, l’entreprise cesse. (...) Jamais personne n’accepte de sortir à la bonne minute. Sois un sage, n’imite personne, sors de scène. C’est mon dernier conseil. »
En 1939, à la déclaration de la seconde guerre mondiale, les routes de Cocteau et de son protégé se séparèrent. L’arrivée dans sa vie de Jean Marais allait occulter rapidement « l’aventure Panama » qui n’était plus sa préoccupation première.
De retour à New York, Al Brown prit finalement sa retraite après une dernière victoire en 1942. Consommateur de cocaïne et tuberculeux, il mourut, à 48 ans, dans la misère et l’anonymat, le 11 avril 1951, sur un lit d’hôpital à Staten Island, près de Harlem.
« Maintenant, Al Brown est une sombre fumée dans quelques mémoires », écrivit Jean Cocteau. Sinistre épitaphe.

## Fiche technique
- Titre original : Cocteau – Al Brown, le poète et le boxeur
- Réalisation : François Lévy-Kuentz
- Scénario : François et Stéphan Lévy-Kuentz
- Texte dit par Gaspard Ulliel
- Figurants : Ismaël Camara et Ahmed Ferradji
- Montage : Christine Marier
- Image : Olivier Raffet
- Mixage : Gilles Benardeau
- Animation : Olivier Patté
- Infographie : Christophe Gauthier
- Générique et graphisme : Anne Caminade
- Conseiller technique : Claude Arnaud[8]
- Illustration musicale : Serge Kochyne
- Moyens techniques : Femme Fatale Studio – Saya Post production
- Documentaliste : Catherine Jivora
- Étalonnage : Guillermo Fernandez
- Assistants montage : Clémence Prost, Lola Turbot, Gabriel Viallet
- Chargé de production : Julia Bousquet
- Assistant de production : Paul Stefanuto
- Chargé de Post production : Nicolas Lemoine
- Administration de production : Héloïse Jouveau du Breuil, Éric Mabillon, Christine Touchard
- Sociétés de production et diffusion : Les Films de l'Instant, Anne Percie du Sert, Pierre Garnier, France 3
- Participation : France Télévisions - CNC - Procirep - Angoa-Agicoa
- Pays d’origine :  France
- Langue originale : français
- Format : Super 8 mm & HD - noir et blanc - couleur
- Genre : documentaire
- Durée : 64 minutes
- Date de sortie :  France 2019